# Claire Karabatsos
Claire Karabatsos est une surfeuse professionnelle française de longboard née le 5 février 1978 à Bayonne, dans les Pyrénées-Atlantiques.

## Biographie
Claire Karabatsos a commencé le surf à l'âge de 11 ans. Depuis 6 ans elle domine le longboard en Europe avec 6 titres consécutifs.

## Palmarès

### Titres
- 2003 à 2008 : 6 fois consécutivement championne d'Europe de longboard[1]

#### Victoires
- 2006 Kana Miss Cup 3 star WLT
- 2001 O’Neill Longboard Classic San Sebastian 1 Star EPSA
- 2000 Biarritz Surf Festival

#### Places d'honneur
- 2007 2e Kana Miss Cup 3 star WLT
- 2006 3e Roxy World Championship WLC[2]
- 2004 2e Kana Miss Cup 1 Star EPSA